# 長嶺県
長嶺県（ちょうれい-けん）は中華人民共和国吉林省松原市に位置する県。県人民政府の所在地は長嶺鎮。

## 歴史
1907年（光緒33年）、清朝により設置された。

## 行政区画
3街道、12鎮、10郷を管轄：
- 街道弁事処：長盛街道、長治街道、長久街道
- 鎮：長嶺鎮、太平川鎮、巨宝山鎮、太平山鎮、前七号鎮、新安鎮、三青山鎮、大興鎮、北正鎮、永久鎮、流水鎮、利発盛鎮
- 郷：集体郷、光明郷、三県堡郷、海青郷、前進郷、東嶺郷、腰坨子郷、八十八郷、三団郷、三十号郷

## 交通

### 鉄道
- 中国国家鉄路集団
  - 太平川駅 - 通譲線、平斉線の接続駅

### 道路
- 高速道路
  -  大広高速道路
  -  双嫩高速道路（中国語版）
  - 長太高速道路
- 国道
  -  G203国道（中国語版）
  -  G231国道（中国語版）
  -  G232国道（中国語版）
  -  G334国道（中国語版）

### バス
- 長嶺客運站
- 太平川客運站